# Frontpage (Zeitschrift)
Frontpage war eine deutsche Szenezeitschrift im Bereich elektronische Musik und Technokultur. Sie war während der 1990er Jahre bis zu ihrer Einstellung 1997 das einflussreichste Printmedium der Technoszene.

## Inhalt

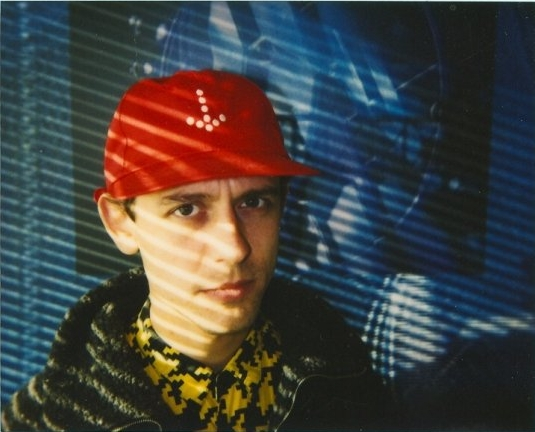
Art Director Alexander Branczyk

Auffällig war die unkonventionelle und typografisch experimentelle Gestaltung der Frontpage. Prägend dafür war Alexander Branczyk, der ab Mitte 1992 die Gestaltung übernahm und zahlreiche Schriften für das Magazin entwarf. Während ähnliche Publikationen wie Raveline oder Groove in erster Linie über Techno-Musik berichteten, konzentrierte sich die Frontpage verstärkt auf die Technoszene und die damit zusammenhängende Spaßkultur. So zeigten auch die Titelblätter der Zeitschrift bis zum kommerziellen Verkauf am Kiosk keine bekannten Aktivisten der Szene, sondern jeweils ein farbig gestaltetes Foto eines Ravers. Regelmäßige Kolumnen und Erlebnisberichte der sogenannten „Octopussies“ „Angel“, „Joy“ und „Pain“ transportierten das stereotype Bild verrückter und spaßbesessener Raverinnen. Von verschiedenen Autoren wurden lokale Party- und Szeneberichte zusammengetragen. Umfangreich waren besonders die Rezensionen der zahlreichen neuen Musikveröffentlichungen.
Das Magazin finanzierte sich überwiegend durch Werbung szenenaher Unternehmen wie Musik- und Modelabels, Hersteller von Energydrinks, Flyerabdrucke diverser Partyveranstalter und Anzeigen von Plattenläden und Technikversandhäusern.

## Geschichte
Indirekte Vorläufer der Zeitschrift waren die Lokalmagazine 6370 (damalige PLZ von Oberursel im Taunus) und HG-Magazin (Kfz-Kennzeichen von Bad Homburg vor der Höhe). Frontpage erschien erstmals im Mai 1989, zunächst als Magazin zur Technoclub-Veranstaltungsreihe in der Frankfurter Flughafendiskothek Dorian Gray und umfasste 8 Seiten in Schwarz-Weiß mit einer Auflage von 5000 Exemplaren.
Gegründet wurde die Zeitschrift von Jürgen Laarmann (JL) und Stefan Weil. Während von Jürgen Laarmann der Name und von Stefan Weil das Logo entwickelt wurden, verfasste der DJ und Produzent Andreas Tomalla, bekannt unter dem Pseudonym Talla 2XLC, die ersten Artikel. Im Juli 1989 wurde Armin „Jeff“ Johnert Chefredakteur und die Auflage im November des gleichen Jahres, im Rahmen der Jubiläumsfeier des fünfjährigen Bestehens des Technoclub, auf 10.000 verdoppelt. Zwischen Februar und August 1990 erscheint die Zeitschrift sowohl als Beilage der Musikzeitschrift Network Press als auch in einer Sonderausgabe für den Technoclub. Jürgen Laarmann wurde im August 1990 gleichberechtigter Chefredakteur neben Armin Johnert.
Darauf folgten redaktionelle Kontroversen zwischen JL, der den Fokus auf die Berliner Techno- und Houseszene setzte und den Initiatoren des Technoclub sowie Armin Johnert, die nicht von dem ursprünglichen Konzept abweichen wollten, das den Schwerpunkt auf Electronic Body Music, Synthie-Pop und Electro Wave legte. Aufgrund dessen gab der Technoclub das Magazin ab April 1992 nicht mehr heraus und reanimierte als Ersatz das New Life Soundmagazine.
Jürgen Laarmann führte die Frontpage mit der Redaktion in der Waldemarstraße in Berlin-Kreuzberg fort und prägte unter der Bezeichnung T.N.G. (The Next Generation) während der darauffolgenden Jahre die Exzentrik der stets sehr bunt und unkonventionell gestalteten Ausgaben. Im August 1992 zog die Redaktion in die Großbeerenstr. 81 in Berlin, ein Jahr darauf in die Kaiser-Friedrich-Straße 41 und letztlich im Mai 1994 in die Tauentzienstraße 7b/c.
Durch die Zusammenarbeit mit dem Musiklabel Low Spirit, der Loveparade und den Mayday-Veranstaltungen, aber auch anderen großen Ereignissen, wie dem Camel Airrave oder der Party-Kreuzfahrt Rave & Cruise, legte Frontpage in der Berichterstattung den Schwerpunkt zunehmend auf Projekte aus dem eignen kommerziellen Umfeld.
Mitte der 1990er Jahre umfasste die Zeitschrift etwa 80 Seiten. Zeitweise erschien ergänzend das Beiheft Sense als Modemagazin für Club- und Streetwear. Bis Ende 1995 lag sie kostenlos in Techno-Clubs, Plattenläden und Modeboutiquen aus und war anschließend, herausgegeben von der Ende 1994 von Jürgen Laarmann gegründeten Technomedia Verlags GmbH, für 5,- DM im Zeitschriftenhandel erhältlich. 1996 hatte das Magazin einen Umfang von 140 Seiten und eine Auflage von 70.000 Heften.
Bereits Mitte der 1990er Jahre zeigte sich die Zeitschrift von dem Internet als neuem Medium begeistert. 1995 ging von Frontpage die Gründung von techno.de aus, eines der bekanntesten Techno-Internetportale, das mittlerweile wiederholt den Besitzer wechselte.
Nachdem der Sponsoringvertrag mit R.J. Reynolds Tobacco am 31. Dezember 1996 ausgelaufen war und kein neuer Hauptsponsor gefunden werden konnte, wurde die Zeitschrift aufgrund finanzieller Defizite nach der letzten Ausgabe vom April 1997 eingestellt.
Ein Teil der ehemaligen Frontpage-Redaktion um den Redakteur Sascha Kösch gründete 1997 die bis März 2014 bestehende „Zeitschrift für elektronische Lebensaspekte“ de:Bug, die anfangs unter dem Namen Buzz vertrieben wurde. Von der Frontpage mit zu de:Bug wechselte auch der Plattenrezensent Riley Reinhold.
Nach 1997 gab es noch einmal einen Versuch, die Zeitschrift als PDF-Ausgabe wiederzubeleben, was mittlerweile jedoch ebenfalls eingestellt wurde.
In den 2000er Jahren startete Jürgen Laarmann einen weiteren Versuch, die Zeitschrift wiederzubeleben. Im Sommer 2001 erschien das Magazin kostenlos unter dem Namen JL Frontpage, herausgegeben von der Zeitbank Medien + Verlag GmbH, der Herausgeberin des damaligen Szenemagazins Flyer, in nüchternerem Design mit dem Untertitel „Berlin 2001 – FuckSexLove“ mit Berichterstattungen über Paraden Loveparade, Fuckparade und dem Carneval Erotica, deren Status als Demonstrationen seinerzeit kontrovers diskutiert wurde. Darauf folgten einige weitere Ausgaben, die jedoch nicht an den ursprünglichen Erfolg anknüpfen konnten.
2018 gab Jürgen Laarmann auf Facebook bekannt, eine Neuauflage der Zeitschrift unter dem Titel „Jungbrunnen Techno – Bäuche, Bärte, Brillen“ herausbringen zu wollen, was sich jedoch als PR-Aktion für seinen neuen Podcast „1000 Tage Techno“ herausstellte.

## Generationen

Logos verschiedener „Generationen“

Zunächst wurde das Magazin unter anderem von Jaques Bagios gemeinschaftlich mit dem Herausgeber und Chefredakteur Jürgen Laarmann gestaltet. Nach dem Wechsel des Herausgebers wurden die Zeitschrift umgestaltet und die Ausgaben mit jährlich wechselndem Untertitel, Logo und Layout als verschiedene „Generationen“ herausgebracht. Art Director Alexander Branczyk von xplicit ffm entwickelte für das Magazin ab 1992 den neuen Stil. Die Titel des Magazins lauteten:
- 1989–1990: Frontpage – The Technozine – „Creating New Frontiers for Sound Exploration“
- 1990–1991: Frontpage – „Germany's Leading Mag for Techno, Wave & Rave“
- 1991–1992: Frontpage – Forcing the Future
- 1992–1993: Frontpage – 2.xx The Next Generation
- 1993–1994: Frontpage – 3.xx The Frontpage A.G.E
- 1994–1995: Frontpage – 4.xx Higher Reality
- 1995–1996: Frontpage – 5.xx Our Techno World
- 1996–1997: Frontpage – 6.xx Fun. Fun. Fun

## Camel Silverpage
Ab April 1994 gab Frontpage zusammen mit dem Sponsor R.J. Reynolds Tobacco und der Agentur xplicit ffm unter dem Slogan Camel The Move - The Ultimate House and Techno Guide zusätzlich die Camel Silverpage als bundesweiten monatlichen Partykalender heraus. Sie wurde sowohl in der Frontpage gedruckt, als auch separat, beispielsweise über die Flyer- und Promotionartikeldistribution House Network, versendet. Aus dem Leporello entwickelte sich ein Heft im DIN-A-4-Format, das bis Dezember 1996 mit einer Auflage von 150.000 Stück erschien. Chefredakteur war Stefan Schwanke, der außerdem für das Berlin-spezifische 1000 Clubzine verantwortlich zeichnete.

## Kritik
Jürgen Laarmann wurde häufig vorgeworfen, nicht unabhängig über die Szene zu berichten, sondern intensiv für Veranstaltungen zu werben, an denen er direkt oder indirekt beteiligt war, und andere Partyveranstalter zu „dissen“. Unter dem Begriff Raving Society habe er versucht, mit weiteren Szeneaktivisten wie Westbam die eigenen Projekte als zentralen und repräsentativen Bestandteil der Technokultur zu vermarkten und soll maßgeblich zur Kommerzialisierung der Szene beigetragen zu haben.
Das außergewöhnliche Layout der Zeitschrift wurde häufig als schwer lesbar wahrgenommen.

## Veranstaltungen
Frontpage veranstaltete mit seinem Tourmanager Armin Mostoffi von 1993 bis 1997 insgesamt sieben Clubtourneen, um das Magazin bekannter zu machen:
- 1993: Frontpage – The Land of Rave and Glory
- 1994: Frontpage – Motoguzzi
- 1994: Frontpage – High Five
- 1995: Frontpage – Natural Born
- 1995: Frontpage – total confusion
- 1996: Frontpage – The Fun Fun Klan
- 1996/1997: Frontpage – 7 sins

## Compilations
Während der Jahre 1992 bis 1995 veröffentlichte die Frontpage zusätzlich verschiedene Kompilationen.
- 1992: Frontpage – Forcing The Future Compilation Vol. 1 (Polydor)
- 1993: Frontpage – Forcing The Future Compilation Vol. 2 (Urban)
- 1994: Motoguzzi – Frontpage Compilation Vol. III (Urban)
- 1994: Frontpage Compilation Vol. 4 – Higher Techno (Virgin)
- 1995: Nu Rave Vol. 1.00 (Dance Pool)
- 1995: Nu Rave Vol. 2.00 Total Confusion (Dance Pool)